# Sujani Buddika
H. P. Sujani Buddika (* 15. April 1982) ist eine ehemalige sri-lankische Leichtathletin, die sich auf den Sprint spezialisiert hat.

## Sportliche Laufbahn
Erste internationale Erfahrungen sammelte Sujani Buddika im Jahr 2004, als sie bei den Südasienspielen in Islamabad in 24,31 s die Silbermedaille im 200-Meter-Lauf hinter ihrer Landsfrau Susanthika Jayasinghe gewann. Zudem siegte sie in 46,13 s mit der sri-lankischen 4-mal-100-Meter-Staffel. Zwei Jahre später gewann sie dann bei den Südasienspielen im heimischen Colombo in 24,24 s erneut die Silbermedaille über 200 m hinter Jayasinghe und verteidigte mit der Staffel mit neuem Spielerekord von 44,63 s ihren Titel. Im Dezember nahm sie erstmals an den Asienspielen in Doha teil und schied dort mit 24,68 s in der ersten Runde über 200 m aus und belegte im Staffelbewerb in 46,03 s den vierten Platz. 2007 gewann sie bei den Asienmeisterschaften in Amman in 23,28 s die Silbermedaille hinter Landsfrau Susanthika Jayasinghe und klassierte sich im 100-Meter-Lauf mit 11,66 s auf dem vierten Platz. Anschließend gelangte sie bei den Militärweltspielen in Hyderabad mit 24,52 s auf den sechsten Platz über 200 m und musste ihren Finallauf über 100 m vorzeitig beenden. 2010 startete sie mit der Staffel bei den Asienspielen in Guangzhou, konnte aber auch dort das Rennen im Finale nicht beenden. Im Jahr darauf schied sie bei den Militärweltspielen in Rio de Janeiro im Vorlauf über 200 m aus und belegte mit der Staffel in 45,58 s den fünften Platz. 2013 erreichte sie bei den Asienmeisterschaften in Pune mit 24,41 s Rang acht mit der Staffel und im August 2014 bestritt sie in Colombo ihren letzten offiziellen Wettkampf und beendete daraufhin ihre aktive sportliche Karriere im Alter von 32 Jahren.
In den Jahren 2007 und 2012 wurde Buddika sri-lankische Meisterin im 200-Meter-Lauf.

## Persönliche Bestleistungen
- 100 Meter: 11,83 s, 15. Oktober 2007 in Hyderabad
- 200 Meter: 23,28 s (+1,9 m/s), 28. Juli 2007 in Amman